# Бусько Олександр Юрійович
Олекса́ндр Ю́рійович Бусько́ (нар. 17 серпня 1989, Камінь-Каширський, Волинська область, Українська РСР, СРСР — пом. 23 серпня 2022, Донецька область, Україна) — український військовик, підполковник ГУР МОУ, лицар орденів Богдана Хмельницького II і III ступенів.

## Життєпис
Народився у 17 серпня 1989 року в місті Камінь-Каширський Волинської області. У 2006 році закінчив Волинський військовий ліцей з посиленою військово-фізичною підготовкою (нині — Волинський обласний ліцей з посиленою військово-фізичною підготовкою імені Героїв Небесної Сотні). У 2010 році закінчив Житомирський військовий інститут імені С. П. Корольова з золотою медаллю.
Проходив службу в частині спеціального призначення міста Київ, був кількаразовим призером чемпіонату Збройних сил України з багатоборства ВСК в командному заліку. З початком агресії Росії проти України в 2014 році безпосередньо брав участь у військових діях.
Загинув 23 серпня 2022 року в Донецькій області від кулі снайпера. Прощальна панахида за загиблим відбулася у храмі Різдва Пресвятої Богородиці, похований 27 серпня в рідному місті. У Буська залишилися батьки, брати, дружина та дитина.

## Нагороди
- Орден Богдана Хмельницького II ступеня;
- Нагрудний знак «Знак пошани»;
- Нагрудний знак «За зразкову службу»;
- Медаль «За військову службу Україні»;
- Медаль відзнака за організацію АТО;
- Орден Богдана Хмельницького III ступеня (посмертно).